# بنزوسیکلوهپتن
بنزوسیکلوهپتن (انگلیسی: Benzocycloheptene)یک سیکلوهپتن با یک حلقه بنزن اضافی متصل به آن است.